# Al Michaels
Al Michaels (ur. 12 listopada 1944) – amerykański sprawozdawca sportowy.

## Wyróżnienia
Posiada gwiazdę na Hollywoodzkiej Alei Gwiazd.